# Hala Sportowa w Ozorkowie
Hala Sportowa w Ozorkowie – hala sportowa w Ozorkowie, w województwie łódzkim, w Polsce.
Hala szeroka jest na 23,9 m, długa na 54,7 m, a jej wysokość to 11 m. Obiekt oprócz hali głównej posiada również mniejszą salę gimnastyczną oraz siłownie – męską i damską. Pojemność widowni hali sportowej wynosi 250 osób. Na arenie swoje spotkania rozgrywają siatkarze Bzury Ozorków (w sezonach 2005/2006 i 2006/2007 obiekt gościł rozgrywki I ligi z udziałem tego zespołu), ponadto na hali odbywa się wiele innych imprez sportowo-rekreacyjnych miasta, trenują na niej także m.in. siatkarskie drużyny młodzieżowe.

## Dane techniczne
Dane techniczne obiektu:
- Wymiary hali: 54,7 m × 23,9 m
- Wysokość hali: 11 m
- Sala gimnastyczna: 951,15 m²
- Siłownia męska: 34,29 m²
- Siłownia damska: 35,00 m²
- Widownia: 250 miejsc